# راي هدسون (جغرافي)
راي هدسون (بالإنجليزية: Ray Hudson)‏ هو جغرافي بريطاني، ولد في 7 مارس 1948.